# Charles Wesley

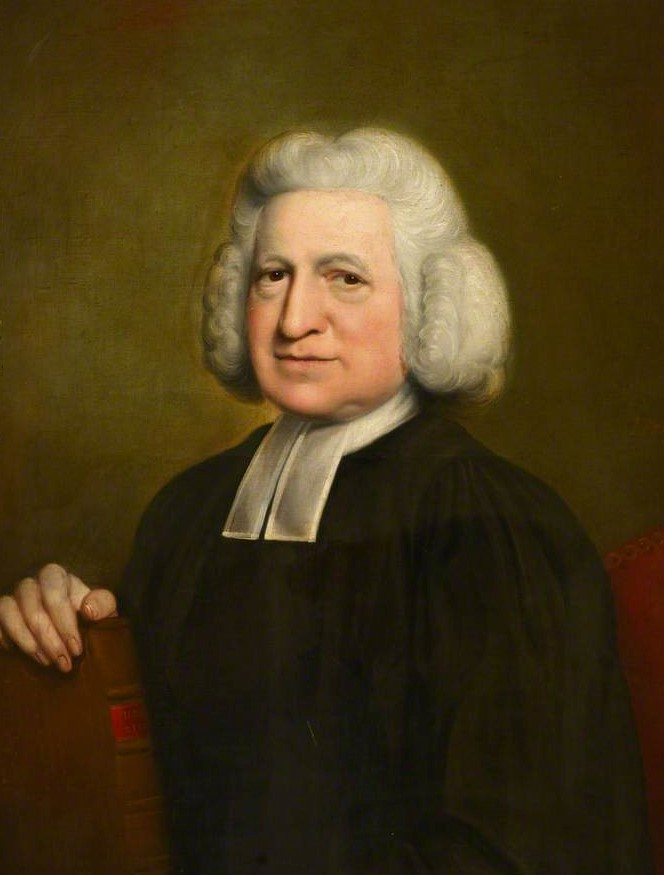
Charles Wesley

Charles Wesley (* 18. Dezember 1707 in Epworth, North Lincolnshire; † 29. März 1788 in London) war ein englischer anglikanischer Pfarrer, Kirchenlieddichter und Mitbegründer der methodistischen Bewegung neben seinem älteren Bruder John Wesley und seinem Freund George Whitefield. Zusammen mit Jonathan Edwards waren sie die führenden Personen der ersten großen Erweckungsbewegung (englisch: Great awakening) in Großbritannien und Nordamerika.

## Leben und Wirken

### Kindheit, Jugend und Ausbildung
Charles Wesley war der jüngste Sohn, das zweitjüngste von neunzehn Kindern des anglikanischen Pfarrers Samuel und seiner Frau Susanna Wesley. Von den Kindern überlebten nur neun die Kindheit, davon waren drei Söhne. Die Mutter investierte sich stark in die Erziehung und Bildung der Kinder, und der ambitionierte Vater und sein ältester Bruder Samuel waren für seine gute Schulbildung besorgt. Als Neunjähriger, ab 1716, besuchte er in die Westminster School in London, wo er sehr gute Leistungen und sogar Führungsqualitäten zeigte. Wie bereits sein Bruder John studierte auch Charles ab 1726 Theologie am Christ Church College der Oxford. Dort übersetzte er klassische griechische und lateinische Texte ins Englische. Während seiner Studienzeit organisierte er mit Robert Kirkham und William Morgan ab Januar 1729 ein regelmäßiges Treffen gläubiger Studenten, das Holy Club genannt wurde. In diesem Club wurden intensives Bibelstudium, Gebet, Abendmahlsempfang und Gefängnisbesuche praktiziert. Sein Bruder John übernahm bald die Leitung dieser Versammlung und Gruppe, der im Jahr 1732 auch George Whitefield beitrat. Von der Universität Oxford erhielt er 1730 einen Bachelor, 1733 einen Master, und er wurde zum Diakon und 1735 zum anglikanischen Priester geweiht.

### Amerikaaufenthalt und Bekehrung
Nach seinem Studium und dem Tod seines Vaters 1735 reiste er in die erst kürzlich gegründete Kolonie Georgia, um dort als Sekretär und Kaplan für Gouverneur James Oglethorpe zu arbeiten, während sein Bruder John als Missionar tätig war. In Fort Frederica, der von Oglethorpe gegründeten Siedlung, begann er am 9. März 1736 ein Tagebuch (englisch: Journal) zu schreiben, das 1849 publiziert wurde, und das er bis 1756 weiterführte. Auf der Reise dorthin lernte er auch die Glaubensauffassungen der Herrnhuter Brüdergemeine kennen, besonders deren Idee einer persönlichen, vertrauensvollen Glaubensbeziehung zu Jesus Christus. Im Dezember 1736 kehrte er mit John ernüchtert und auch krank nach England zurück.
Nach einem Bekehrungserlebnis am 20. Mai 1738 in der Fetter Lane Society in London erfuhr Charles am Tag darauf Heilsgewissheit und einen tiefen, göttlichen Frieden. John Bray hatte ihm die Begegnung von Jesus mit dem Gelähmten nach dem Matthäusevangelium vorgelesen, und Charles glaubte, dass auch er körperlich und geistlich geheilt wurde.

### Arbeit als Prediger, Pfarrer und Liederdichter
Zwei Monate nach diesem Erlebnis begannen die beiden Brüder, in ganz Großbritannien zu predigen. Charles war weniger als John in die Leitung der methodistischen Gruppen (englisch: methodist societies) involviert, und er konzentrierte sich zunehmend auf seine Tätigkeiten als Liederdichter, Prediger und Pfarrer zuerst in Bristol und dann in London. Im August 1739 konnte Charles neue Räumlichkeiten (englisch: New Rooms) der Bristol Society übernehmen. Dort setzte er sich für Arme, Kranke und Gefangene ein.
Da John ab 1751 die Bewegung der Methodisten zunehmend zu einer neuen, eigenen Kirche formte, indem er Laienprediger einsetzte und die Basis The Foundery in London als Mutterkirche betrachtete, entzweite die beiden Brüder etwas, da Charles bei der Church of England bleiben wollte. 1771 zog er nach London um, wo er Hauptpfarrer an der City Road Chapel wurde, das nun das Zentrum der methodistischen Bewegung in der anglikanischen Kirche darstellen sollte.
Charles Wesley starb 1788 mit gut 80 Jahren in London und wurde im St Marylebone Churchyard begraben.

## Rezeption und Nachwirkung
Charles war ein begabter Prediger, aber sein besonderer Beitrag zur Entwicklung des Methodismus waren seine Gedichte, in denen er die methodistische Theologie, Bibeltexte und Gebete in leicht fassbare und einprägsame Formen brachte. Sein Bruder John wurde von den Leuten geachtet, ja fast gefürchtet; Charles hingegen wurde geliebt. John war der Kopf und Organisator der methodistischen Bewegung, Charles aber brachte die Liebe und die Herzlichkeit in das Miteinander.
Er hat über 6000 Gedichte und 8989 Lieder geschrieben, und 3000 Manuskripte sind von ihm vorhanden. Viele seiner Lieder wurden bekannt, obwohl damals das gemeinsame Singen von Liedern in den Gottesdiensten der anglikanischen Kirche noch unüblich war. Zu einigen hat Georg Friedrich Händel die Musik komponiert. Etliche gehören noch heute zu den bekanntesten „Klassikern“ der englischsprachigen Kirchenlieder aller christlichen Konfessionen. Auch die weitere Entwicklung des Kirchenliedes im englischen Kulturraum und den späteren USA wurde durch Wesleys Texte wesentlich beeinflusst. Er wird zwar als einer der größten Dichter im englischsprachigen Raum gesehen, aber neben seinem bekannteren Bruder John Wesley gilt er als der zu Unrecht vergessene Wesley.
Einige Lieder wurden auch in die deutsche Sprache übersetzt, wozu auch Felix Mendelssohn Bartholdy später noch Melodien beigesteuert hat. Sein Weihnachtslied Komm, Du langersehnter Jesus (englisch: Come, thou long-expected Jesus) von 1744 wurde in die beliebte Sammlung Lieder zur Geburt unseres Herrn (englisch: Hymns for the Nativity of our Lord) von 1745 aufgenommen, die 18 Lieder umfasste und 25 Auflagen bis zu seinem Tod 1788 erfuhr. Mark E. Hunt hat später zwei weitere Strophen beigefügt, die vom lateinischen Hymnus Veni, veni Emanuel und der englischen Übersetzung von John Mason Neale (1818–1866) O come, o come Emanuel stammen.

## Familie
Am 8. April 1749 heiratete Charles Wesley Sarah Gwynne aus Garth, Brecon in deren Hauskapelle, der Llanlleonfel Church. Sie wohnten zuerst in Bristol und ab 1771 in London. Aus dieser Ehe entstammten acht Kinder, wovon nur die zwei Söhne Charles und Samuel (1766–1837) und die Tochter Sally das Kindesalter überlebten. Der frühe Tod seiner fünf Kinder bewegte ihn 1753 und 1755 zum Schreiben von entsprechenden Trauer- und Trostliedern. Sein Sohn Charles wurde persönlicher Organist der englischen Königsfamilie, Samuel wurde Musikkomponist, und dessen Sohn Samuel Sebastian Wesley (1810–1876) wurde auch der englische Mozart genannt.

## Lieder und Liedersammlungen (Auswahl)
- And Can It Be, That I Should Gain
  - Kann es denn sein, dass Gott mir gibt.
- Forth in Thy Name, O Lord.
- Help Us to Help Each Other.
  - Hilf uns einander helfen, Herr.
- Christ the Friend of Sinners, in: Hymns and Sacred Poems, 1739.
- Christ, the Lord Is Risen Today, 1739.
  - Christ, der Herr, ist auferstanden.
- Hark! The Herald Angels Sing, 1739.
  - Hört wie die Engel(chöre) singen.
- Jesus, the Light of the World, 1739.
- Oh, for a Thousand Tongues to Sing, 1739.
  - Mein Mund besinge tausendfach.
- Christ, whose glory fills the skies, 1740.
- Depth of mercy, 1740.
- Jesus, Lover of My Soul, in: The Whole Armour of God, 1740 und 1742; in: Hymns for Times of Trouble and Persecution, 1744.
  - Jesus, Heiland meiner Seele.
- O For A Heart To Praise My God (Abridge), 1742.
- What shall I do my god to love, 1742.
- Praise the Lord who reigns above, 1743.
- Freut euch! Der Herr ist nah, 1744.
- Come, Thou Long Expected Jesus, in: Hymns for Christmas Day, 1744, und in: Hymns for the Nativity of our Lord 1745 (18 Lieder und 25 Auflagen).
  - Komm, Du langersehnter Jesus.[13]
- Rejoice! The Lord Is King, 1744.
  - Mit Jauchzen freuet euch / Frohlockt, der Herr regiert!
- Ye servants of God, 1744.
- Dear, Expiring Love, in: Hymns on the Lord’s Supper, 1745.
- On the Corpse of a Believer, in: Hymns on the Great Festivals, 1746.
- Love Divine, All Loves Excelling, 1747.
  - Liebe, komm herab zur Erde.
- Forth in Thy Name, O Lord, 1749.
- Jesus, the name high over all, 1749.
- Jesus, with Kindest Pity, in: Hymns and Sacred Poems, 1749.
- Soldiers of Christ, Arise, 1749.
- On the Death of a Child, in: Funeral Hymns, 1753.
- Ah, Lovely Appearance of Death, in: Hymns for the Use of Families, 1755.
- Lo! he comes with clouds descending, 1758.
- Thy Kingdom Come, in: Hymns of Intercession for all Mankind, 1758.
- Hymns on the Expected Invasion, with Hymns to be used on the Thanks-giving Day, 1759.
- Let saints on earth in concert sing, 1759.
- O Thou who camest from above, 1762.
- That Happiest Place, in: Short Hymns on Select Passages of the Holy Scripture, 1762.
- On the Birth-day of a Friend, für Sally Wesley, in: Hymns for the Use of Families, 1767.
- mit John Wesley: Collection of Hymns, for the use of the People called Methodists, 1776, 1780, 1904 und 1981.

## Schriften
- Journal, 1749.
- Epistle to the Reverend Mr. John Wesley, 1755.
- An Epistle to the Reverend Mr. George Whitefield, 1771.
- Elegy on the Late Reverend George Whitefield, in: The Poetical Works, volume 6.
- Die Predigten. Deutsche Auswahlausgabe, übersetzt und herausgegeben von Martin E. Brose, Edition Ruprecht, 2010.

## Gedenktag
2. März im Kalender der Evangelisch-Lutherischen Kirche in Amerika (ELCA).